# Viktorin Ptujski
Sveti Viktorin Ptujski (lat. Victorinus Petavionensis; oko 250. – Ptuj, 2. studenog 303./4.), biskup, prvi latinski egzeget, crkveni otac i mučenik.

## Životopis
Sveti Viktorin Ptujski je bio biskup u Petovioni u Panoniji u drugoj polovini 3. stoljeća i jedan od rijetkih, koji su zbog rimskog progona djelovali i književno stvarali u ono vrijeme. Moguće je da je umro mučeničkom smrću u godinama Numerijanovog progona (283. – 284.) ili kasnije, u vrijeme Dioklecijanova progona, oko 304. Spomendan mu je 3. studenog. Sv. Jeronim je zapisao kako sveti Viktorin "…nije znao tako dobro latinski kao grčki. Zbog toga su njegova djela velika u mislima, a čine se manje vrijedna zbog načina pisanja…". Vjerojatno nije imao klasičnog retorskog obrazovanja, ali je bio vrlo revan i zauzet kršćanin, te samouk. Hodočastio je u Jeruzalem, gdje je posjetio knjižnicu, koju je osnovao biskup Aleksandar. Ovaj susret s istočnom kulturom je utjecao na njegove spise. Sv. Viktorina prikazuju u biskupskom odjelu s mačem i palminom granom u ruci.

## Djela
Najveću važnost među djelima ima njegova egzegeza i smatramo ga prvim latinskim tumačem Svetog Pisma. Kao biskup je osjećao posebnu dužnost da tumači i navješćuje riječ evanđelja. Hieronim mu je dao u svom popisu crkvenih otaca posebno mjesto i spominje njegova brojna egzegetska djela: Komentare Postanka, Izlaska, Levitskog zakonika, Izaije, Ezekijela, Habakuka, Propovjednika, Pjesme nad pjesmama, Otkrivenja. Od svega toga nam je u cjelini sačuvan samo Komentar Otkrivenja, a ostalo je izgubljeno ili sačuvano fragmentarno.
- In Apocalypsin (Komentar Otkrivenja), koji je nastao malo nakon 260. godine, bio je do početka dvadesetog stoljeća poznat u Jeronimovoj obradi, koja je izvorni tekst na nekim mjestima upotpunila i zamijenila svršetak. Ona je doživjela svoju editio princeps, i bila je podloga za Mignevu Patrologiju Latinu. Izvorni tekst je godine 1916. u nekom vatikanskom rukopisu otkrio Haussleiter. Tome se je poslužila Martine Dulaey i napisala kritičku obradu, koja je izišla u zbirci Sources Chrétiennes. Komentar Otkrivenja još nije preveden na hrvatski jezik, ali postoji u slovenskom prijevodu Mirana Špeliča, koji se služi tekstom M. Dulaey (Viktorin Ptujski 1999.). U Komentaru Viktorin interpretira Otkrivenje služeći se alegorijskim stilom koji je posebno priladan za ilustraciju pojedinosti nejasnih dijelova Ivanova Otkrivenja. Na način glosiranja uzima kratak ulomak, kojega poslije alegorički obrazlaže. To je naučio od Origena, oca biblijske alegorije.

- De fabrica mundi (O stvaranju svijeta) je djelo, koje možemo zbog stila i misli (milenarizam) sa sigurnošću pripisati Viktorinu. Njegova vizija strukture svijeta se temelji na broju sedam, važni su i brojevi četiri i šest. Stvaranje svijeta iz knjige Postanka Viktorin interpretira moralnim ključem. Tekst je nastao u godinama 250. – 260., dakle prije Komentara Otkrivenja.

## Učenje
Viktorin je pisao pod utjecajem ivanovske teologije, što je vidljivo u njegovoj teologiji kao i u drugim liturgijskim elementima unutar kršćanske zajednice u Petovioni. Pored tog istočno kršćanskog utjecaja primjećujemo i zapadni utjecaj, koji je došao prijeko Akvileje. Akvileja je kao kulturni i kršćanski centar zaslužna da su se Viktorinova djela proširila od tamo po sjevernoj Italiji i dalje po cijelom Zapadu. Nažalost, taj se je proces zaustavio sa pseudo-Gelazijevim dekretom, koji je Viktorina označio 'neprikladnim za čitanje'.

### Eshatologija
Viktorin je bio milenarist, što je vlastitio prvim desetljećima kršćanstva. Milenarizam poznajemo u različitim oblicima, ali Viktorin ga je preuzeo od Ireneja oslanjajući se na Ps 90,4 (Jer je tisuću godina u očima tvojim kao jučerašnji dan koji je minuo i kao straža noćna). Povijest je zamišljao u sedam tisućljeća, od kojih će zadnje biti Kristovo kraljevanje na zemlji, a nakon toga slijedi opći sud. Njegov milenarizam je miran i služi ojačanju osobne vjere u Krista, nije usmjeren protiv nikoga, a također je i teološki, jer se oslanja na Irenejevu teoriju rekapitulacije.

## Vanjske poveznice
- Martine Dulaey: Viktorin Ptujski, prvi latinski ekseget